# Grzegorz Kołtan
Grzegorz Kołtan (ur. 15 września 1955 w Wałczu) – polski kajakarz, medalista mistrzostw świata, olimpijczyk z Montrealu 1976 i Moskwy 1980.
Zawodnik klubu Orzeł Wałcz. W latach 1974–1978 sześciokrotnie zdobywał tytuł mistrza Polski w konkurencji:
- K-2 na dystansie 1000 metrów,
- K-4 na dystansie 500 metrów,
- K-4 na dystansie 1000 metrów,
- K-4 na dystansie 10 000 metrów.

Wielokrotny medalista mistrzostw świata:
- złoty w roku 1977 w konkurencji K-4 na dystansie 500 metrów i 1000 metrów (partnerami byli:Ryszard Oborski, Daniel Wełna, Henryk Budzicz),
- srebrny w roku 1979 w konkurencji K-4 na dystansie 1000 metrów (partnerami byli: Ryszard Oborski, Grzegorz Śledziewski, Daniel Wełna),
- brązowy
  - roku 1974 w konkurencji K-4 na dystansie 10 000 metrów (partnerami byli: Kazimierz Górecki, Andrzej Matysiak, Ryszard Oborski),
  - roku 1978 w konkurencji K-4 na dystansie 500 metrów (partnerami byli: Henryk Budzicz, Ryszard Oborski, Daniel Wełna),
  - w roku 1979 w konkurencji K-4 na dystansie 500 metrów (partnerami byli: Ryszard Oborski, Grzegorz Śledziewski, Daniel Wełna).

Finalista mistrzostw świata w roku:
- 1974 w konkurencji K-4 na dystansie 1000 metrów,
- 1975 w konkurencji K-1 4 × 500 metrów – 5. miejsce i w konkurencji K-4 na dystansie 1000 metrów – 6. miejsce,
- 1978 w konkurencji K-4 na dystansie 1000 metrów.

Na igrzyskach olimpijskich w roku 1976 w Montrealu wystartował w konkurencji K-4 na dystansie 1000 metrów (partnerami byli: Henryk Budzicz, Kazimierz Górecki, Ryszard Oborski). Polska osada zajęła 5. miejsce.
Na igrzyskach olimpijskich w roku 1980 w Moskwie wystartował w konkurencji K-4 na dystansie 1000 metrów (partnerami byli: Daniel Wełna, Grzegorz Śledziewski, Ryszard Oborski). Polska osada zajęła 4. miejsce.